# S.O.S. Duets
『S.O.S. Duets』（エス・オー・エス・デュエッツ）は、2013年2月20日に発売された、Skoop On Somebodyのミニ・アルバム。

## 概要
女性シンガーとのデュエットをコンセプトに作られた、グループ初のミニ・アルバム。
オリジナル曲とカバー曲が約半数ずつとなっている。
初回生産限定盤は、豪華BOX仕様、スペシャル写真集、ライブDVD付属。なお、DVDは前年に渋谷公会堂で行われたライブの模様を収録。

## 収録曲
1. T.Y.L. (w/ Crystal Kay)
  - 作詞・作曲：S.O.S.　編曲：JiN・川嶋フトシ
2. 冬のファンタジー (w/ 広瀬香美)
  - 作詞：カズン・小林和子　作曲：カズン　編曲：S.O.S.
3. ふたりごっこ (w/ Alice)
  - 作詞：S.O.S.　作曲：JiN　編曲：JiN・川嶋フトシ
4. A WHOLE NEW WORLD (w/ 夏川りみ)
  - 作詞：Tim Rice 　作曲：Alan Menken　編曲：S.O.S.
5. Just The 2 Of Us (w/ May J.)
  - 作詞・作曲：Ralph MacDonaid, William Salter, Bill Withers
  - 編曲：JiN・川嶋フトシ
6. Anniversary (w/ 多和田えみ)
  - 作詞：小林夏海　作曲・編曲：S.O.S.
7. Twit and Chat (w/ 松尾依里佳)
  - 作曲・編曲：S.O.S.

### 初回生産限定盤DVD
「Live in Performance 2012 -15th Anniversary- 〜Mellow Flavor Tour Final -Extra Luxury Edition-〜 2012.6.2 at 渋谷公会堂」
1. Mood 4 Luv <Mellow Flavor>
  - 作詞・作曲：SKOOP　編曲:JiN・川嶋フトシ
2. No Make de On The Bed <Mellow Flavor>
  - 作詞・作曲：SKOOP　編曲:JiN・川嶋フトシ
3. On & On feat. H-Slang
  - 作詞：JiN・H-Slang　作曲・編曲：JiN
4. ベストショット
  - 作詞：S.O.S.　作曲：JiN　編曲：JiN・川嶋フトシ
5. Nice'n Slow
  - 作詞・作曲・編曲：SKOOP
6. Missin'U 〜体温と匂い〜
  - 作詞：S.O.S.・JiN　作曲：JiN　編曲：JiN・川嶋フトシ
7. Mellow Flavor Tour Special Medley (束縛〜琥珀の月〜抱きしめて〜STAND!〜Shining Days〜ONE NITE DRIVIN'〜Sexy Sexi Sexe)
作詞：小原明子・S.O.S.　作曲・編曲：松原憲
作詞：小山内舞・TAKE　作曲：KO-HEY　編曲：SOS
作詞・作曲：TAKE　編曲：松浦晃久
作詞：高柳恋　作曲・編曲：S.O.S.
作詞・作曲:市川喜康　編曲：本間昭光
作詞：童子-T、SKOOP　作曲・編曲：SKOOP
作詞・作曲・編曲：SKOOP
8. ama-oto
  - 作詞・作曲：S.O.S.　編曲：西平彰・S.O.S.
9. Still
  - 作詞：小林夏海　作曲：清水昭男　編曲：鈴木雅也 for GROUND BASE Projects
10. 潮騒 <Mellow Flavor>
  - 作詞：小林夏海　作曲：清水昭男　編曲：S.O.S.
11. ETERNAL LANDSCAPE
  - 作詞：S.O.S.　作曲：織田哲郎　編曲：S.O.S.・織田哲郎
12. ぼくが地球を救う〜Sounds Of Spirit〜
  - 作詞：松尾潔・S.O.S.　作曲：S.O.S.　編曲：鷺巣詩郎
13. ANOTHER LIFE feat. KUREI (from キマグレン)
  - 作詞：KUREI　作曲：ISEKI・S.O.S.　編曲：GIRA MUNDO
14. バラ色
  - 作詞・作曲・編曲：SKOOP
15. M.F.S.B. <Mellow Flavor>
  - 作詞：小林夏海・S.O.S.　作曲：小松秀行・S.O.S.　編曲：JiN・川嶋フトシ
16. Key Of Love
  - 作詞・作曲・編曲：S.O.S.
17. Amanogawa feat. 佐藤竹善
  - 作詞・作曲・編曲：SKOOP
18. sha la la <Mellow Flavor>
  - 作詞：S.O.S.　作曲：Face 2 fAKE　編曲：Anders Edenroth
19. Long Slow Distance
  - 作詞・作曲・編曲：S.O.S.

## 演奏
- TAKE：Lead Vocal, Chorus
- KO-ICHIRO
  - Piano, Keyboards, Programming, Chorus
  - Acoustic Piano (#7)
- JiN：Chorus (#1.5)
- 川嶋フトシ：Programming & All Instruments (#1.3.5)
- 松尾依里佳：Violin (#7)